# 日本特種部隊
日本特種部隊（日语：部隊，直译：「特殊部隊」）是指與一般自衛隊或警察組織具有不同任務和編制的部隊，他們負責處理常規部隊無法處理的特殊事件，例如：特種作戰、滲透與偵察、破壞活動、解救人質與反恐行動等。特種部隊由具有先進知識和技術的成員組成，並從具有優秀必要素質的士官、搜查官和海上保安官中選拔隊員。

## 歷史

### 自衛隊

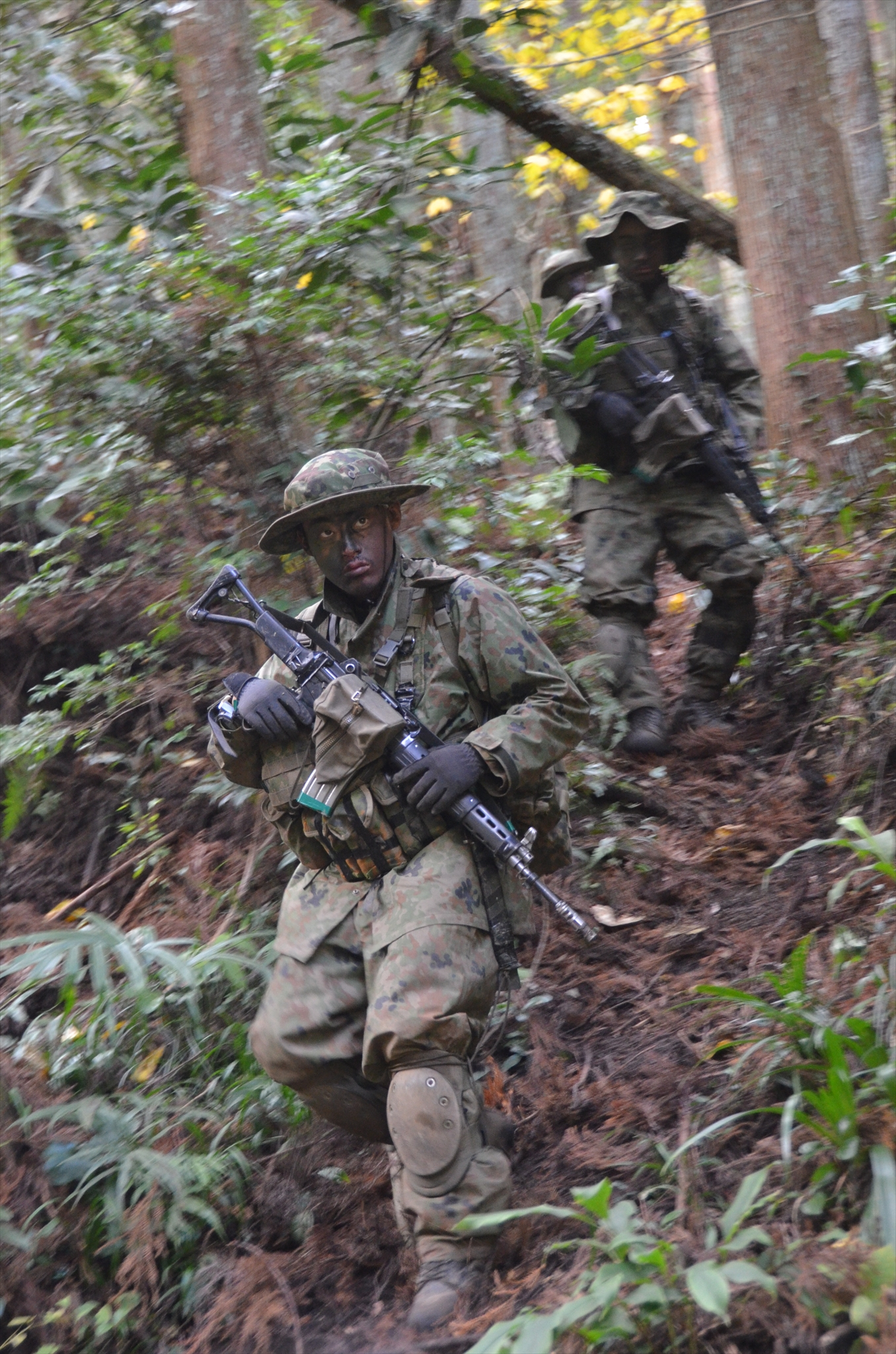
自衛隊隊員正在進行空降遊騎兵課程（空挺レンジャー課程）的偵查訓練

#### 冷戰時期
1954年（昭和29年）7月陸上自衛隊成立，兩個月後首先成立調查學校，邀請原陸軍中野學校的畢業生擔任教官，並與美國陸軍特種部隊合作，著手研究特種作戰的方法。1956年（昭和31年），原F機關長官藤原岩市陸將補晉升為學校校長時，開始設立反心理情報課程（現稱心理戰防護課程），以培訓在敵後負責獲取情報和執行游擊活動的幹部，簡稱之為「SF課程」（Special Forces）。
另外，富士學校於1956年開設遊騎兵課程，為常規戰爭訓練遊擊人員。 1958年（昭和33年），第一空降團作為空降部隊成立，預定作為精銳部隊用於特種作戰。 除此之外，北部方面隊為迎擊蘇聯軍準備的登陸行動，正在進行游擊戰的預備工作，並於1961年（昭和36年）在北部方面總監部第三部倶知安駐屯地成立特別戰技訓練隊，1962年（昭和37年）調往名寄駐屯地； 1971年（昭和46年）調往真駒內駐屯地，並改名為冬季戰技教育隊。
此外，海上自衛隊為處理二戰期間埋設的廢棄水雷、未爆彈藥和水下爆炸物，急需訓練爆炸物處理（EOD）的水下處理員；當時，美國海軍並不接受外國留學生加入EOD課程，但是自1957年（昭和32年）開始，留學生可以派遣到水下爆破訓練課程（Under Water Demolition Training，UDTra）接受蛙人訓練。UDTra課程即是海豹部隊選拔訓練的前身，要求極其嚴酷，首位加入的海上自衛隊學員因此在訓練中殉職；之後，EOD課程於1964年（昭和39年）開始接收國際學生，因此海上自衛隊不再派遣學員參加UDTra課程。

#### 冷戰結束

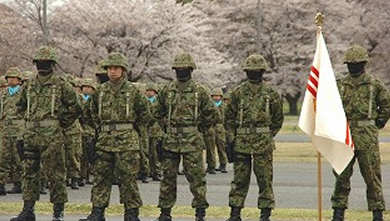
陸上自衛隊特殊作戰群成員

1995年（平成7年）內閣會議批准07大綱，旨在審查日本的防衛能力，應對冷戰終結後國際環境的變化。2002年（平成14年）以13中期防的基礎，成立西部方面普通科連隊（WAiR），作為兩棲戰的作戰部隊。 2004年（平成16年），陸上自衛隊成立特殊作戰群（SOG），是陸上自衛隊真正意義的第一支特種部隊。 此外，早前於2001年（平成13年）發生能登半島沿海不明船事件，海上自衛隊以此作為契機，成立由自衛艦隊直接管轄的特別警備隊（SBU）。
2004年制定《特種作戰隊員範圍等的相關說明》（特殊作戦隊員の範囲等に関する訓令）中，陸上自衛隊定義以下四類為「特種作戰隊員」。
- 完成空降基礎訓練課程（空挺基本訓練課程）和單獨指定的特種作戰勤務課程（特殊作戦業務の課程），並隸屬陸上自衛隊特殊作戰群的陸上自衛官；
- 完成空降基礎訓練課程並指定（前項規定者除外）為陸上自衛隊特殊作戰群的陸上自衛官；
- 完成單獨指定的兩棲訓練課程（水陸両用の課程）和單獨指定的遊騎兵課程（レンジャーの課程），並隸屬陸上自衛隊西部方面普通科連隊的陸上自衛官（僅限完成相關訓練課程並編入排的單獨指定隊員）；
- 完成兩棲課程（水陸両用課程）並指定（前項規定者除外）為陸上自衛隊西部方面普通科連隊的陸上自衛官。

上述「完成相關訓練課程並編入排的隊員」（当該訓練課程を修了した隊員のみで編成される小隊）是指《關於指定特種作戰隊員等（通知）》（特殊作戦隊員の指定等について（通知））登錄的「西部方面普通科連隊轄下本部管理中隊情報排或普通科中隊步槍排（B）」（西部方面普通科連隊の本部管理中隊の情報小隊又は普通科中隊の小銃小隊（Ｂ））。
2011年（平成23年），航空自衛隊也成立基地警備教導隊（BDDTS），其任務是研究反遊擊作戰，並為基地警備隊提供指導。
2018年（平成30年），西部方面普通科連隊改編為水陸機動團的第1水陸機動連隊、第2水陸機動連隊和第3水陸機動連隊。

### 警察
日本警察在警備部設有一個單位專門處理恐怖事件，在刑事部設有一個單位專門調查綁架、劫持人質等重罪事件。此外，一些縣警察也從警備部和刑事部選派人員，組成精銳的聯合部隊。

#### 警備部

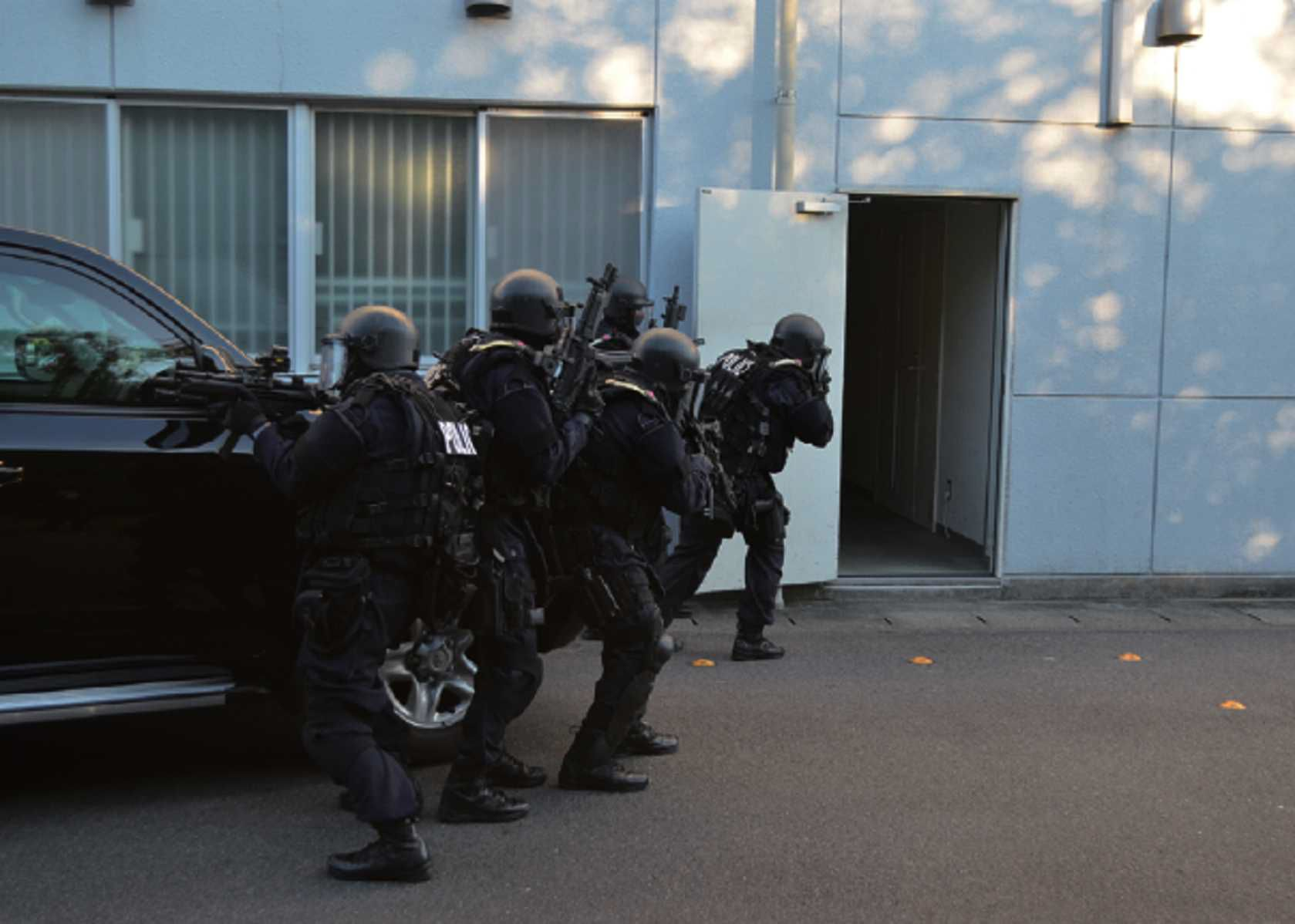
SAT進行突入訓練

1977年（昭和52年）發生達卡日本航空班機劫機事件後，警察廳秘密下令警視廳和大阪府警察組成反恐特種部隊； 警視廳根據有關命令成立第六機動隊特科中隊（SAP），大阪府警察成立第二機動隊零中隊。1979年（昭和54年），大阪府警察所屬部隊出動解救三菱銀行人質事件，當場射殺犯人；1995年（平成7年），警視廳所屬部隊支援北海道警察突入全日空857號班機劫機事件。1996年（平成8年），警察廳公開承認特種部隊的存在，並將其改編為特殊急襲部隊（SAT），除原有駐在東京和大阪的SAT部隊，也在北海道警察、千葉縣警察、神奈川縣警察、愛知縣警察、福岡縣警察等警備部，相續成立特殊急襲部隊；2005年（平成17年）沖繩縣警察警備部成立特殊急襲部隊，因此目前共有8個警察本部設立SAT部隊，支援全國各地的犯罪事件。
此外，作為替補SAT的反恐怖部隊，各都道府縣警察機動隊都設有槍械对策部隊、NBC恐怖對應專門部隊和爆炸物處理班。 其中，反槍械部隊是在特科中隊和零中隊成立之前成立，前身是1968年（昭和43年）發生金嬉老事件後，由警視廳和大阪府警察成立的特種槍隊（特殊銃隊），並於1996年擴大改編為常設部隊。另外，埼玉縣警察機動戰術部隊（RATS）類似於準遊騎兵，擁有垂降等突入技能；警視廳機動隊從槍械對策部隊中選拔成員，組成緊急時初動對應部隊（緊急時初動対応部隊，ERT）； 2020年（令和2年），沖繩縣警察成立國境離島警備隊，負責應對偽裝成漁民非法登陸包括尖閣諸島在內的偏遠島嶼，企圖進行間諜活動的特工。

#### 刑事部

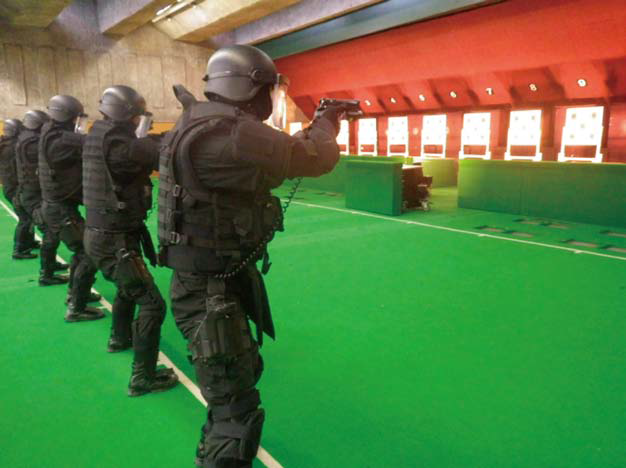
熊本縣警察刑事部的人質救援部隊

警視廳刑事部吸取1963年（昭和38年）小吉展綁架殺人事件中人質解救失敗的教訓，於翌年成立特殊犯搜查系，其隸屬於警視廳搜查第一課，負責處理綁架和非法拘禁、企業敲詐、業務過失致死等案件，由具有先進科學知識和偵查技術的專任搜查官組成。警察廳獲悉這項施策以後，於1981年（昭和56年）3月指示所有警察本部設置有關單位。
他們擁有這樣的責任，不僅要以偵探身份負責刑事偵查，還要在人質遇到危險時，作為最後手段衝入鎮壓暴徒。 1992年（平成4年），警視廳從SAT選拔人員，加上搜查第一課的搜查官組成入侵小組（突入班），任命SAT隊員是期待其射擊技術能展現出立竿見影的即戰力。
近年以來，許多警察本部在其刑事部內成立入侵小組，但是名稱各不相同，例如：警視廳稱其為「SIT」、大阪府警察稱其為「MAAT」、埼玉縣警察稱其為「STS」、神奈川縣警察稱其為「SIS」、千葉縣警察稱其為「ART」；不同警察本部的組織方式也有所不同，在小規模警察本部中除了搜查第一課外，還可能加入機動搜查隊，甚至防暴警察組成入侵小組。

### 海上保安廳

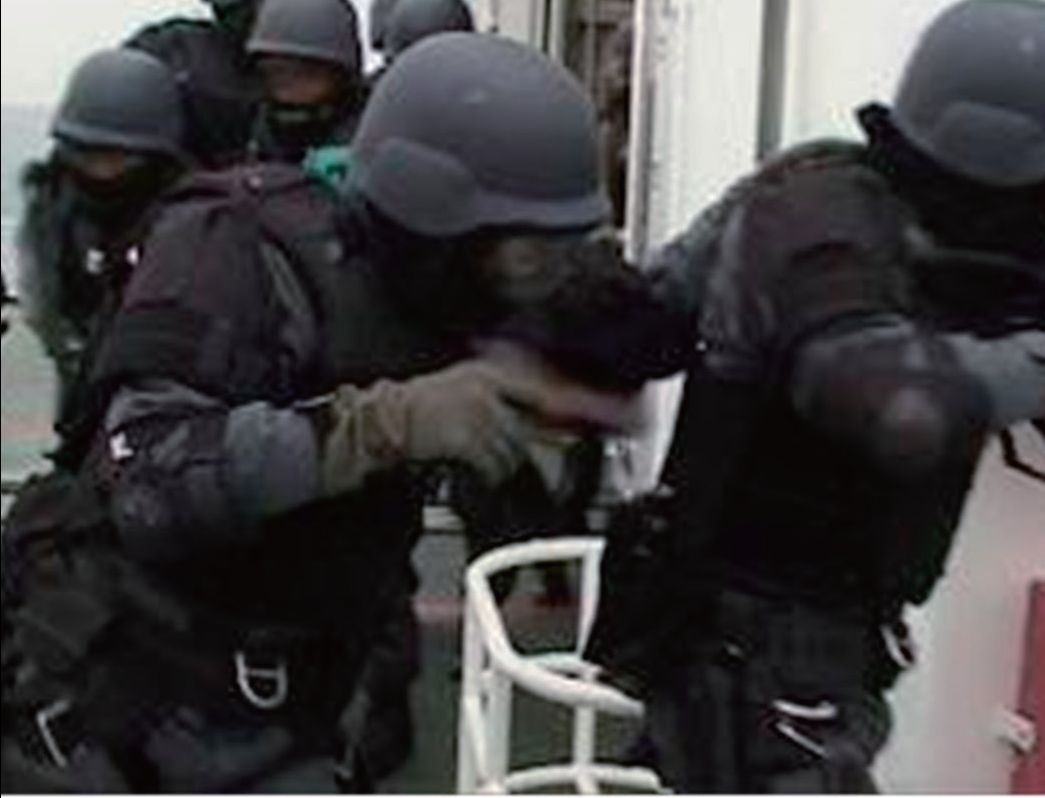
SST隊員進行訓練

海上保安廳於1985年（昭和60年）成立關西國際機場海上警備隊，以應對海上發生恐怖主義事件，並於1992年成立警乘隊，為鈽運輸船護航；1996年，這些部隊經過統合改編，成立特殊警備隊（SST）。

## 列表

### 自衛隊
- 特殊作戰群（SOG），隸屬於陸上自衛隊的特種部隊
- 特別警備隊（SBU），隸屬於海上自衛隊的特種部隊（全自衛隊的第一支特種部隊）

以下並非特種部隊，而是相當於準特種部隊的自衛部隊。

#### 陸上自衛隊
- 第1空降團，主要任務是空中機動作戰（日语：空中機動作戦）（陸上自衛隊創設特殊作戰群的基礎）
- 第1直升機團第102飛行隊（日语：第102飛行隊 (陸上自衛隊)），主要任務是為特種作戰部隊提供空中支援，仿照美國陸軍的夜間潛行者部隊[25]
- 水陸機動團，主要任務是透過兩棲戰進行保護和奪回島嶼（日语：離島防衛）
  - 第1水陸機動連隊[26][27]
  - 第2水陸機動連隊
  - 第3水陸機動連隊
  - 偵察中隊[28]
- 冬季戰技教育隊（日语：冬季戦技教育隊）（CWCT），專門從事雪戰（日语：雪中戦）訓練的單位，側面也是針對蘇聯（俄羅斯）的特種部隊
- 中央特殊武器防護隊，專門從事反核生化武器（NCB）的化學部隊
- 中央即應連隊，快速反應部隊（QRF）與海外日本國民的保護與運輸
- 對馬警備隊（日语：対馬警備隊 (陸上自衛隊)），遊擊對策與離島防衛部隊
- 奄美警備隊（日语：奄美警備隊），參考對馬警備隊為藍本成立的離島防衛部隊
- 宮古警備隊（日语：宮古警備隊），同上
- 八重山警備隊（日语：八重山警備隊），同上

#### 航空自衛隊
- 航空救難團（日语：航空救難団），戰鬥搜救（日语：戦闘捜索救難）和災害救助（救難員）
- 航空支援隊（日语：航空支援隊），前線航空管制和近接航空支援的戰術教育
- 基地警備教導隊（日语：基地警備教導隊），反恐、游擊突擊（日语：ゲリラコマンド）和航空基地的安全與指導

### 海上保安廳
- 特殊警備隊（SST），反恐特種部隊
- 特別警備隊（日语：特別警備隊 (海上保安庁)），海上和港口的警備部隊
- 特殊救難隊（日语：特殊救難隊）（SRT），海上特殊事故的救助隊

### 都道府縣警察
- 特殊急襲部隊（SAT），反恐特種部隊
- 特殊事件搜查系（日语：特殊事件捜査係）（SIT等），挾持人質和綁架事件的專家小組

以下並非特種部隊，而是相當於準特種部隊的警察部隊。
- 槍械對策部隊（日语：銃器対策部隊），涉及槍支等事件的初步反應小組
  - 埼玉縣警察機動戰術部隊（日语：埼玉県警察RATS）（RATS），埼玉縣警察在裝備和訓練內容上與其他都道府縣警察一般的槍械對策部隊有所不同
  - 緊急時初動對應部隊（ERT），警視廳從槍械對策部隊中選拔人員組成的初步反應小組，以便在多個地點發生事件時提供初步反應
  - 大阪府警察槍械對策部隊（ART），大阪府警察的初步反應小組，與警視廳ERT有類似的任務
  - 臨海部初動對應部隊（WRT），警視廳在沿海地區發生涉及使用槍支等事件時的初步反應小組[29]
- NBC恐怖對應專門部隊（日语：NBCテロ対応専門部隊），反NBC恐怖主義的處理部隊
- 爆炸物處理班（日语：爆発物処理班），爆炸物處理的專家小組
- 原發特別警備部隊（日语：原発特別警備部隊），原子能相關設施的防護和警備部隊
- 警視廳東京國際機場反恐處理部隊（日语：警視庁東京国際空港テロ対処部隊），東京國際機場專門的警備部隊
- 千葉縣警察成田國際機場警備隊（日语：千葉県警察成田国際空港警備隊），成田國際機場專門的警備部隊
- 警視廳總理大臣官邸警備隊（日语：警視庁総理大臣官邸警備隊），內閣總理大臣官邸內應對恐怖主義、災害等的警備部隊
- 國境離島警備隊（日语：国境離島警備隊），沖繩縣警察的離島警備部隊

### 皇宮警察
- 特別警備隊（日语：特別警備隊 (皇宮警察)），皇宮內應對恐怖主義、槍械、爆炸物、核生化武器和災害的警備部隊

### 法務省
- 特別機動警備隊（日语：特別機動警備隊）（SeRT），應付監獄、看守所、感化院等懲教設施內的暴動、越獄、綁架、恐怖主義、災害等事件的警備部隊

## 另見
- 特種部隊
- 特種警察
- 日本搜救隊（日语：日本の救助隊）

## 註解
1. ↑  起源於1952年（昭和27年）1月成立的警察預備隊總隊學校5部，同年10月改制為保安隊業務學校第2部；1954年7月改名為陸上自衛隊業務學校第2部，並於9月獨立為調查學校。[2]
2. ↑  1966年（昭和41年）統合幕僚會議對此進行討論。[6]

## 外部連接
- 维基共享资源上的相關多媒體資源：日本特種部隊